# Austromontia capensis
Austromontia capensis is een hooiwagen uit de familie Triaenonychidae. De wetenschappelijke naam van Austromontia capensis gaat terug op Lawrence.